# کارت دعوت

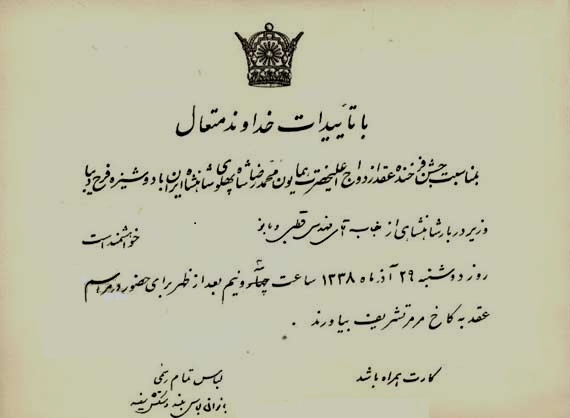
کارت دعوت مراسم عقد محمدرضا پهلوی و فرح دیبا

کارت دعوت دعوتنامه‌ای است که برای میهمانان احتمالی یک میهمانی رسمی (مانند مجلس نامزدی، جشن عقد، عروسی یا عزاداری) ارسال می‌شود و از آنان رسما برای حضور در آن مراسم دعوت می‌گردد.

## مدل‌های کارت
کارت دعوت ممکن است به‌صورت دست‌ساز و دست‌نویس یا با یکی از روش‌های چاپ تهیه شود. امروزه به دنبال نیاز و تقاضای مشتریان، تنوع کارت‌ها از لحاظ طرح و شکل، بسیار زیاد شده‌است. در حالی که در گذشته این تنوع به چند طرح ساده خلاصه می‌شد. جنس کارت دعوت نیز ممکن است بسیار متفاوت باشد. انواع کاغذ و مقوا، انواع پارچه ابریشمی و مخمل و حتی حصیر و چوب نیز ممکن است برای ساخت کارت دعوت بکار رود. معمولاً بر روی کارت‌های چاپی پس از چاپ نیز عملیاتی صورت می‌پذیرد. آغشته کردن با اکلیل و درج پاپیون یا نگین و مونتاژ آن معمولاً با دست انجام می‌گیرد.

## در ایران
کارت دعوت عروسی در ایران و سوریه بسیار پر کاربرد است. علی‌رغم اینکه گاهی برخی از طرح‌های کارت از سوریه به ایران وارد می‌شود، ولی کارت‌های دعوت ایرانی، به برخی کشورهای منطقه همچون پاکستان، افغانستان، عراق و کشورهای آسیای میانه نیز صادر شده و این کشورها از لحاظ طرح کارت‌های دعوت، تابع سلیقه ایرانیان هستند. تیراژ و تعداد سفارش کارت دعوت بسته به فرهنگ اهالی تفاوت دارد. در برخی از نواحی ترکمن‌صحرا تیراژ کارت دعوت عروسی گاه به هزاران عدد می‌رسد. قیمت کارت‌های دعوت در ایران (بسته به نوع آن) از ۱۰۰ تومان تا ۵۰۰۰ تومان متغیر است.

## کارت دعوت الکترونیکی
به کارت دعوتی گفته می‌شود که با استفاده از تکنولوژی‌هایی از قبیل کیو آر کد ، پیامک و غیره کار می‌کند. برخی از کارت‌های دعوت الکترونیکی باعث حذف کامل کارت عروسی می‌شوند و در برخی دیگر کارت عروسی فیزیکی با تغییراتی اندک همراه می‌شود .
کارت عروسی دیجیتال دارای مزایای زیادی می‌باشد. از جمله اینکه می‌توانید هم‌زمان برای مهمان‌های خود، متن، عکس، فیلم و کارت پستال‌های بسیار زیبا نیز ارسال کنید.

## انواع کارت دعوت الکترونیکی

### مدل اول
در این روش مهمان‌های شما باید روی تلفن همراه خود برنامه‌ای را نصب کنند . این کار با اضافه کردن آدرس نصب برنامه ،بر روی کارت عروسی امکان‌پذیر می‌شود .پس‌ازاینکه مهمان‌ها برنامه را روی گوشی خود نصب کردند می‌بایست گوشی خود را مقابل کارت دعوت بگیرند و خدمات این روش در این مرحله آغاز می‌شود .

### مدل دوم
در این روش برای هر مراسم یک صفحه اختصاصی در فضای مجازی ساخته می‌شود .شما با ارسال لینک این صفحه به تک‌تک مهمان‌ها آن‌ها را به جشن خود دعوت می‌کنید. 

### مدل سوم
در این روش،ابتدا شماره‌های مهمان‌ها جمع‌آوری می‌شود که این کار توسط عروس و داماد انجام می‌شود . پس‌ از آن  خدمات هوشمندسازی انجام می‌شود .

## نمونه ای از متن کارت های دعوت عروسی
در قصر بلور دلهایمان پیوند همیشه سبز  خود را جشن می گیریم
و کلبه عشقی می سازیم میان باغ فرداها  زینت قصرمان دو چندان می شود با حضور شما
زیر بام سعادت پیمان مهری می بندیم ما را در این میثاق همراه باشید
یار با ماست چه حاجت که زیادت طلبیم دوست صحبت آن مونس جان ما را بس
آغاز می کنیم زیستن را پیوستن و یکی شدن لطف حضور شما در این جشن آغاز مایه شادی ما خواهد بود
همتان بدرقه راه کن ای طایر قدس که دراز است ره مقصد و ما نو سفریم
مرسوم است در آغاز دعوت از میهمانان مراسم عروسی در کارت عروسی نمونه متنی که ذکر شد مورد استفاده قرار گیرد .اما قبل از شروع این کلام و یا شعر یک سر تیتر قرار میگیرد و انواع مختلفی دارد از قبیل ذکر و یاد خداوند و یا کلمات مهر آمیز که در ذیل نمونه ای از آن ها را ذکر خواهیم کرد:
| به نام حضرت دوست      | بنام آنکه هستی را آفرید                             | بنام پروردگار عشق     | بنام پروردگار همای سعادت |
| بیاری یزدان مهر آفرین | بیاری ایزدیکتا                                      | بنام آفریدگار مهربان  | بنام پیوند دهنده قلبها   |
| در پرتو مهر یزدان پاک | با یاد خالق عشق به نام آنکه یادش به دل آرام می بخشد | بنام خداوند مهر آفرین | با یاد پروردگار          |